# Piastra di fondazione

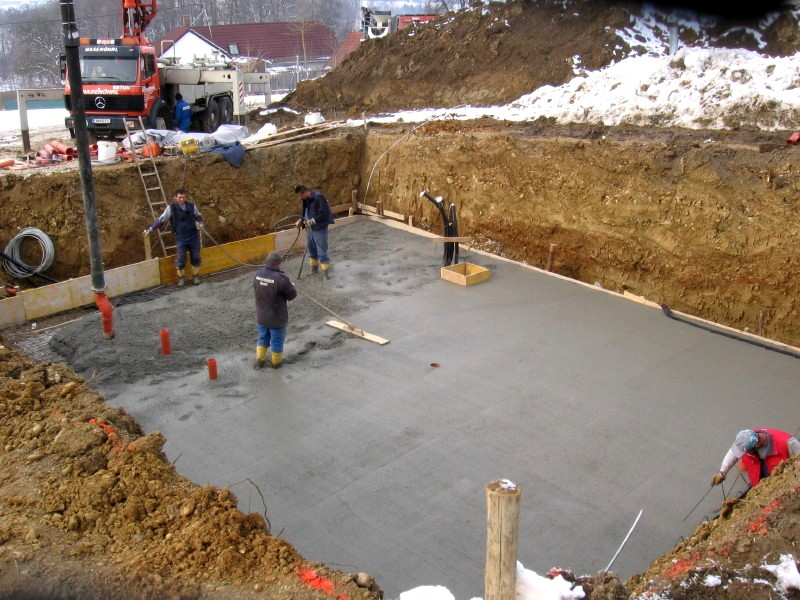
Realizzazione di una piastra di fondazione

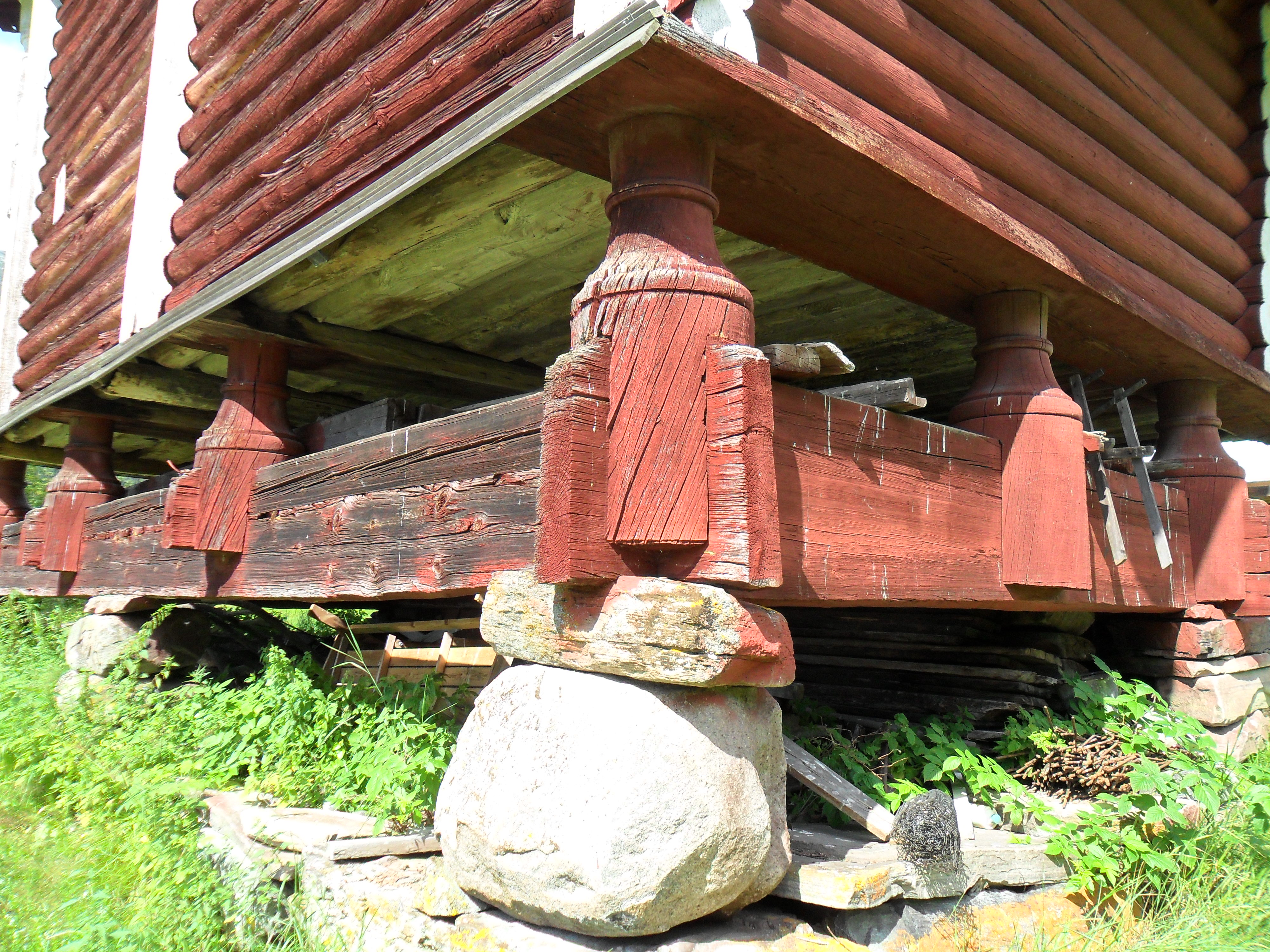
Piastra di fondazione in legno di una costruzione in Norvegia

La piastra di fondazione, detta anche platea di fondazione, è fra le fondazioni superficiali, la tipologia che meglio si adatta a contrastare i cedimenti differenziali.

## Descrizione e costituzione
Viene realizzata con calcestruzzo armato a forma di parallelepipedo, con spessore che varia in genere da 40 cm a 100 cm, mentre lunghezza e larghezza sono legate alla geometria della sovrastruttura, talvolta coincidente con la sua proiezione sul suolo.
Lo spessore è legato fondamentalmente alle sollecitazioni di taglio o punzonamento provenienti dai pilastri.
L'area della fondazione, nettamente superiore alla soluzione di travi rovesce e graticci, consente di sfruttare meglio la capacità portante del terreno contrastando i cedimenti differenziali provocati da una distribuzione non uniforme dei carichi provenienti dalla sovrastruttura.
Ogni porzione di piastra, o platea, ha l'onere di sostenere un pilastro, che sorregge a sua volta una porzione della sovrastruttura, trasferendone il carico in fondazione.
La piastra di fondazione viene realizzata sopra un getto di pulizia, che la proteggerà dalle aggressioni chimiche del suolo; si tratta di uno strato di conglomerato di calcestruzzo non armato, privo di armatura metallica, a basso contenuto di cemento, chiamato  magrone, posizionato alla quota di scavo stabilita dal progettista.
La piastra di fondazione viene realizzata all'interno di una cassaforma in legno o talvolta metallica, disponendo solitamente una doppia orditura di barre ortogonali di acciaio da carpenteria, al lembo superiore ed al lembo inferiore, che avranno la responsabilità di sopportare le azioni di flessione.
I diametri dei ferri di armatura sono solitamente compresi fra 12 e 24 mm, vengono distribuiti sul lembo inferiore del plinto, in posizione appropriata, con il rispetto del copriferro, pari a 3–5 cm. Sono disposte anche armature a taglio, rappresentate da staffe o ferri sagomati, posizionati in corrispondenza dei pilastri.
Dalla piastra di fondazione si dipartono anche i ferri di ripresa verticali staffati per il pilastro.
Nel caso di vasche per il contenimento di liquidi (piscine, serbatoi, cisterne, ecc.), la platea di fondazione, deve essere progettata per garantire anche la tenuta idraulica.